# Jovio (prefecto)
Jovio fue un político romano occidental conocido, principalmente, por ocupar el cargo de prefecto del pretorio de Italia durante buena parte del año 409 periodo en el que fue la personalidad dominante del gobierno de Honorio. Sucedió en el puesto de prefecto a Ceciliano.

## Biografía
Era amigo de Estilicón y parece ser que en el año 399 fue nombrado comes y destinado a África donde destruyó templos e ídolos paganos. No se vuelve a tener noticias de él hasta el año 407, cuando fue nombrado prefecto del pretorio para Ilírico oriental en el marco de una campaña militar que se organizó para arrebatar esta prefectura a la corte de Constantinopla. Se estableció en el Epiro donde trabó amistad con Alarico quién dirigía un ejército de aliados godos para llevar a cabo esa campaña.
La prevista invasión fue cancelada al año siguiente y pocos meses después, el líder visigodo invadió Italia por segunda vez. Para entonces, el control de la corte de Rávena había caído en manos de Olimpio tras conseguir este la caída y ejecución de Estilicón. Sin embargo, el desfavorable desarrollo de la guerra hizo que aquel perdiese el favor del emperador y fuese destituido en marzo de 409. En la consiguiente reorganización del gobierno, Jovio fue nombrado prefecto del pretorio para Italia y se convirtió en el nuevo hombre fuerte de la corte.
Una de sus primeras acciones en el poder fue la destitución de Turpilio y Vigilancio quienes comandaban el ejército en ese momento. Fue comisionado por el emperador para entrevistarse con Alarico en Rímini y buscar un acuerdo de paz. Allí recogió las condiciones del visigodo y por su parte, añadió la propuesta de nombrarle magister militum. Elevó estas condiciones a Honorio, quien le censuró por la negociación y excluyó expresamente que Alarico o cualquier persona de su familia ocupase cualquier cargo imperial. Cometió la imprudencia de leer la contestación de Honorio delante del líder godo, quien se molestó mucho por esa mención personal y abandonó las negociaciones. Jovio vio peligrar, entonces, el favor de Honorio y juró ante él que nunca haría la paz con los visigodos de manera que, a pesar de que Alarico rebajó sus pretensiones, no se aceptaron sus nuevas proposiciones.
Roma fue asediada por segunda vez en otoño de 409 y los visigodos hicieron nombrar a un emperador alternativo, Prisco Átalo, quien, a su vez, concedió a su líder el cargo de magister militum. Jovio y altos miembros de la corte fueron enviados a Roma en diciembre para negociar con él aunque no tuvieron éxito. El año siguiente 410, Átalo y Alarico se dirigieron con un ejército a Rávena para destituir a Honorio. Jovio volvió a ser enviado para negociar pero, debido a la precaria situación de Honorio, lo que hizo fue abandonarle y pasarse al bando enemigo donde mantuvo su posición de prefecto del pretorio de Italia.
La evolución de los acontecimientos en las siguientes semanas fue favorable al gobierno de Honorio, ya que Átalo fracasó en su intento de controlar África y un contingente de 4000 soldados enviado desde Constantinopla llegó a Rávena haciendo muy difícil que los visigodos pudiesen conquistarla. Jovio vio cambiar la situación y aconsejó a Alarico abandonar el asedio de la ciudad a la vez que comenzó a intrigar para enemistarlo con Átalo hasta lograr que lo destituyese como emperador.
Tras el fracaso de la usurpación de Átalo, Jovio retornó a la corte de Rávena donde argumentó que se había cambiado de bando con la intención de sembrar la discordia entre Alarico y el usurpador. Parece que pudo convencer a Honorio ya que, aunque no fue repuesto en su cargo, tampoco fue castigado por su traición.